# 達城郡

行政區劃圖

達城郡（：／ Dalseong gun */?）是大韓民國大邱廣域市西部和南部的一個市轄郡，西臨洛東江，被達西區分成兩個不相連的部份。南鄰慶尚南道，東北、東、西鄰慶尚北道。面積426.95平方公里，2009年人口173,361人。下分3邑、6面。
1419年始稱達城，1995年編入大邱市。
韓國前總統朴槿惠曾在1998-2012年間，出任韓國國會達城郡選區的議員。

## 交通
京釜、邱馬、88奧林匹克高速公路經過。

## 姐妹城市
- 大韓民國京畿道利川市、全羅南道潭陽郡
- 中华人民共和国河北省廊坊市、浙江省嘉兴市南湖区